# Roodachtige zeekraal
De roodachtige zeekraal (Salicornia europaea, synoniem: Salicornia brachystachya) is een eenjarige plant uit de amarantenfamilie (Amaranthaceae). Het is een plant die op de kwelders op de klei aan de rand van het zoute water en meer landinwaarts op sterk verzilte plaatsen groeit. Het is een pioniersplant en is een van de meest zouttolerante planten.

## Kenmerken
De plant wordt 2-30 cm hoog en heeft een meestal vertakte stengel. De vlezige bladeren zijn paarsgewijs met elkaar en de stengel vergroeid tot leden. De plant verkleurt in de herfst vaak helderrood tot donkerrood.

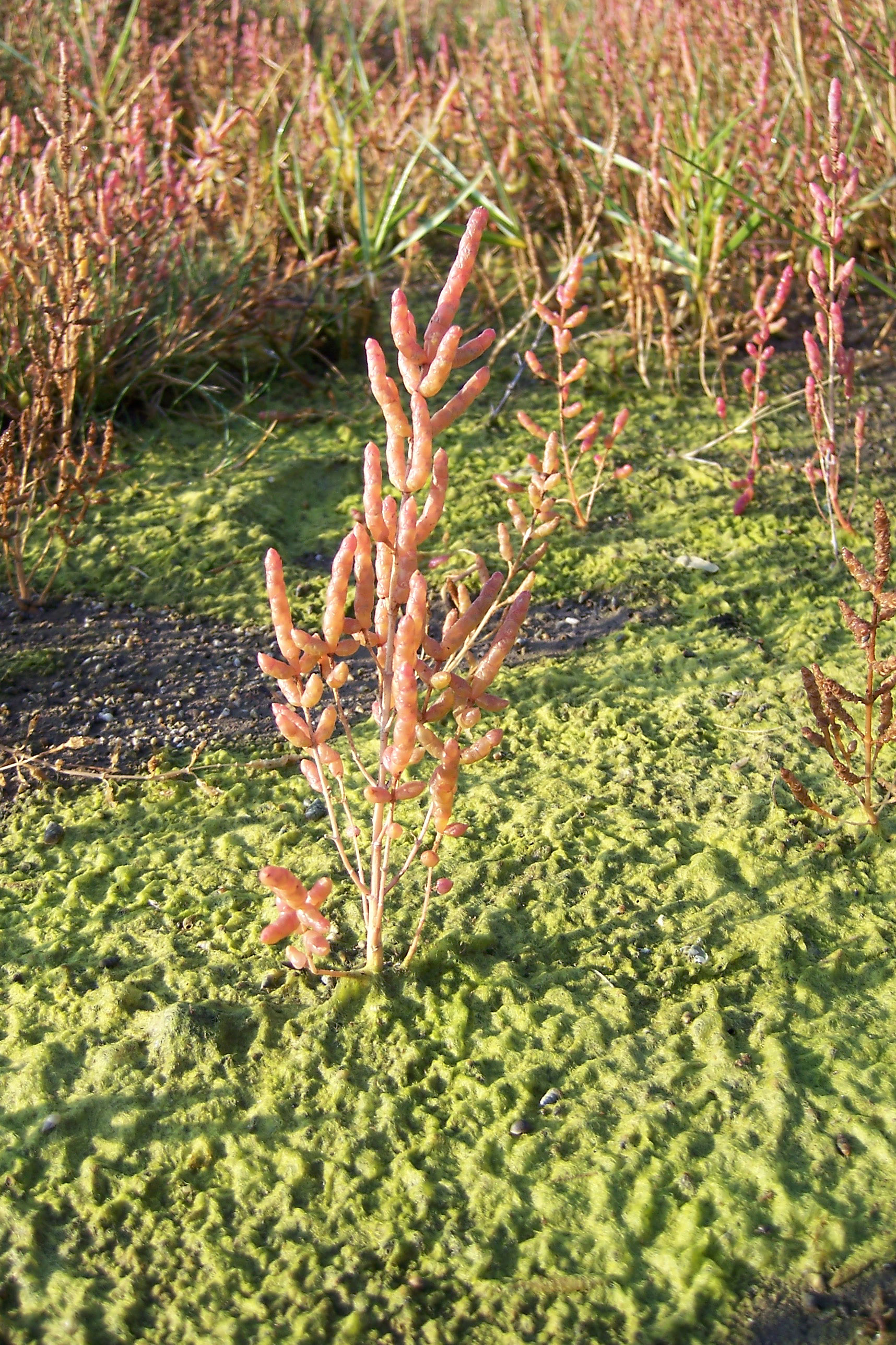
Roodkleuring

Roodachtige zeekraal bloeit van juli tot oktober. De vergroeide bloemdekbladen vormen een 'perigoniumdekseltje'. De helmhokjes zijn 0,25-0,55 mm lang. De bloemdragende leden staan in 0,5-3,5 cm lange schijnaren, waarvan de deelbloeiwijzen uit drie bloemen bestaan.
De vrucht is een nootje. Het 0,6-1,4 mm lange zaad is sterk behaard en komt vrij doordat het perigoniumdekseltje loslaat.

## Benamingen
De plant heeft in Nederland diverse bijnamen, waaronder 'hanenpoot' in de provincie Groningen. Andere bijnamen zijn 'krabbenkwaad', 'krabbenstruik' of 'krabbengat'.

## Ondersoorten
- Kortarige zeekraal (Salicornia europaea subsp. europaea))
- Eenbloemige zeekraal (Salicornia europaea subsp. disarticulata)

## Toepassingen
Roodachtige zeekraal wordt als groente gegeten en is te roerbakken of kort te koken. Vroeger werd de as van zeekraal gebruikt voor het maken van zeep en de fabricage van Cristallo (Venetiaans glas).